# Танхльин
Танхльи́н (Сириам) (бирм. သန်လျင်မြို့) — город в центральной части Мьянмы, на территории административного округа Янгон.

## История
В прошлом Танхльин входил в состав монского государства Хантавади. В более поздний период городом владели португальцы (правителем города был Филипе ди Бриту), а затем французы. В 1756 году город был захвачен и почти полностью разрушен войсками правителя Бирмы Алаунпайи, после чего пришёл в почти полный упадок. В XX веке в окрестностях Танхльина была обнаружена нефть.

## Географическое положение
Город находится в южной части провинции, вблизи места слияния рек Пегу и Янгон, юго-восточнее города Янгон, на расстоянии 327 километров к югу от столицы страны Нейпьидо. Абсолютная высота — 5 метров над уровнем моря.

## Население
По оценочным данным 2013 года численность населения города составляла 240 380 человек.

## Экономика и транспорт
В городском порту имеется нефтеналивной терминал.
Сообщение Танхльина с другими городами Мьянмы осуществляется посредством автомобильного и речного видов транспорта. Через реку Пегу переброшен мост, соединяющий город с Янгоном.
Ближайший аэропорт расположен также в городе Янгон.